# كاليب كار
كاليب كار (بالإنجليزية: Caleb Carr)‏ هو روائي ومنتج أفلام وكاتب سيناريو وصحفي وكاتب مقالات ومؤرخ وكاتب وممثل أمريكي، ولد في 2 أغسطس 1955 بمانهاتن في الولايات المتحدة.

## وصلات خارجية
- كاليب كار على موقع IMDb (الإنجليزية)
- كاليب كار على موقع روتن توميتوز (الإنجليزية)
- كاليب كار على موقع إن إن دي بي (الإنجليزية)
- كاليب كار على موقع قاعدة بيانات الفيلم (الإنجليزية)